# Agum II
Agum II o segurament també Agum-Kakrine va ser un rei dels cassites i de Babilònia que regnava cap a l'any el 1570 aC. Era fill d'Urzigurumaix. Va succeir en el tron a Tiptakzi, probablement un oncle seu. Entre els seus títols portava el de rei de Khana, de Babilònia, d'Accàdia, d'Alman (l'actual Kholwan, al naixement del riu Diyala), de Padan (al nord-est de Babilònia) i de Gutium (el país dels Gutis).
Al començament del segle xvi aC els hitites van fer una expedició a Babilònia. Van haver de baixar per l'Eufrates i van haver de passar per Terqa i Mari, centres del regne cassita de Khana que sens dubte va haver de donar el seu consentiment i sembla que es van afegir a l'expedició. Els hitites, dirigits per Mursilis I van saquejar Babilònia cap a l'any 1594 aC, però sembla que no va caure en mans dels cassites que estaven en guerra permanent contra Babilònia perquè els babilonis van cridar al rei de la Baixa Mesopotàmia (País de la Mar), que per un temps va assolir el domini de la ciutat, però al cap d'uns anys, en el regnat d'Agum II, els cassites van entrar a Babilònia que van convertir en la seva capital. Khana va passar a ser una simple dependència.
Un rei anomenat Agumkakrine (o Agum-Kakrine) "rei dels cassites i dels accadis" apareix en un document hitita del temps d'Hantilis I. D'ell es diu que va obtenir (segurament per un tractat), el retorn de l'estàtua del déu babiloni Marduk, que era a territori hitita des l'expedició de Mursilis I. A aquest rei probablement cal identificar-lo amb Agum II, contemporani d'Hantilis I (rei entre el 1590 aC i el 1560 aC).
A Agum II el va succeir el seu fill Burnaburiaix I.